# Fumagina

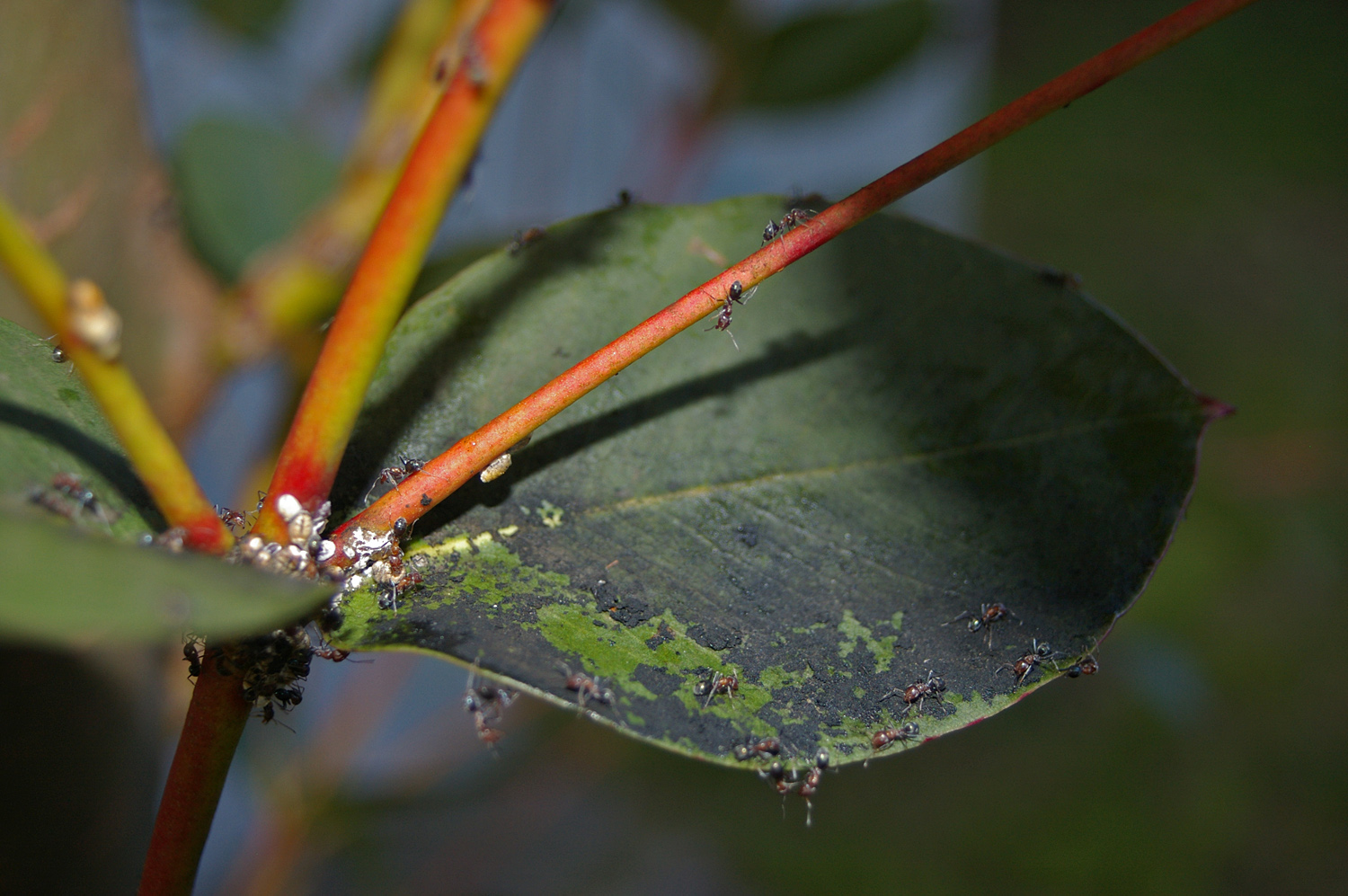
Fulla d'eucaliptus amb fumagina.

La fumagina o el negre o la negreta és una patologia de les plantes causada pel desenvolupament d'un fong ascomicet sobre el substrat glucídic. A la superfície dels vegetals produeix una incrustació o polsim negrós que redueix la fotosíntesi i debilitat la planta atacada. És molt corrent la fumagina en l'olivera on rep els noms de socarrell entre d'altres, com a efecte secundari quan és atacada per un insecte, la caparreta negra (Saissetia oleae). Altres arbres sensibles són els cedres, cupressàcies, pins, cítrics, llorers i aràlies del Japó.

## Símptomes
Els agents de la fumagina són diverses espècies de fongs pertanyents al gèneres: Capnodium, Cladosporium, Antennariella, Alternaria, Torula, Aureobasidium, etc. Com que aquests fongs són sapròfits no s'alimenten de la planta viva sinó que l'utilitzen només com a suport. En realitat s'alimenten de les secrecions ensucrades que produeixen diversos insectes com els dels grups Homoptera, àfids, Aleyrodidae, Coccoidea, Fulgoroidea, com ara cotxinilles, mosca blanca i pugons. S'ha de distingir entre l'insecte i el fong que n'és la conseqüència.
La fumagina es presenta inicialment com una capa fina de color negrós que és el miceli del fong que es desenvolupa sobre els òrgans del vegetal (fulles, borrons, fruits). Més tard aquesta capa s'espessa i es fa una crostra. Aquestes dues capes són resistents i no se'n van només amb aigua i desapareix amb dificultat si es grata o renta amb detergent.

## Danys
La fumagina no provoca danys directes a la planta però repercuteix en la quantitat i qualitat del producte vegetal. Els compradors rebutgen els productes coberts de fumagina perquè dona un aspecte brut i desagradable. La cobertura negrosa que fa la fumagina alenteix la fotosíntesi i l'acció dels estomes, també facilita la transmissió dels virus de les plantes i altres patògens.

## Factors afavoridors
La condició necessària és la presència d'abundant secreció melada produïda per certs insectes. Les condicions ambientals afavoridores són l'alta humitat relativa i la poca il·luminació de les plantes.

## Lluita
El desenvolupament de la fumagina es pot aturar fàcilment amb un tractament anticriptogàmic a base de coure, oxiclorur de coure i brou bordelès. També és eficaç rentar les fulles amb productes detergents però aquest tractaments resulten ineficaços sinó es treu la causa que afavoreix la fumagina que són les insectes i la ventilació deficient.